# Pháo đài Beniaminów
Pháo đài Beniaminów là một cơ sở quân sự ở Beniaminów, nằm cách khoảng 20 kilômét (12 mi) về phía đông Warsaw. Được thiết kế bởi một tướng quân Nga gốc Ba Lan Konstanty Wieliczko, pháo đài được xây dựng vào năm 1904 như một phần của vòng phòng thủ bên ngoài của Pháo đài Warsaw. Nằm ở vị trí thuận tiện, gần bờ phía nam Bugonarew. Pháo đài có nhiệm vụ che chắn thành phố Warsaw lúc bấy giờ của Nga khỏi một lực lượng địch đang cố gắng tấn công nó từ phía Đông: có thể là một quân đội Đức đang cố gắng đánh bật quân đội Nga khỏi Đông Phổ. Pháo đài Beniaminów tác chiến với hai pháo đài trước đó ở Wawer và Kawęczyn (được xây dựng từ năm 1892 đến 1893) và hai pháo đài hiện đại hơn ở Pustelniki và Maciołki (việc xây dựng của chúng chưa bao giờ bắt đầu).
Giữa các cuộc chiến tranh thế giới, doanh trại của pháo đài, nằm cách Białobrzegi 3 kilômét (1,9 mi), được sử dụng bởi Tiểu đoàn Điện báo 2. Sau cuộc xâm lược Ba Lan của Đức và Liên Xô vào năm 1939, pháo đài đã được Wehrmacht tiếp quản và hiện đại hóa đôi chút. Các doanh trại một lần nữa trở thành một nhà tù Stalag 368 cho các tù nhân chiến tranh của Liên Xô. Năm 1944 pháo đài đã bị chiếm bởi quân Liên Xô.
Hiện tại pháo đài này thuộc sở hữu tư nhân. Các bộ phận của cơ sở hạ tầng quân sự của doanh trại chứa Trung đoàn chỉ huy 9, phần còn lại được chuyển thành nhà chung cư.